# 腈配合物

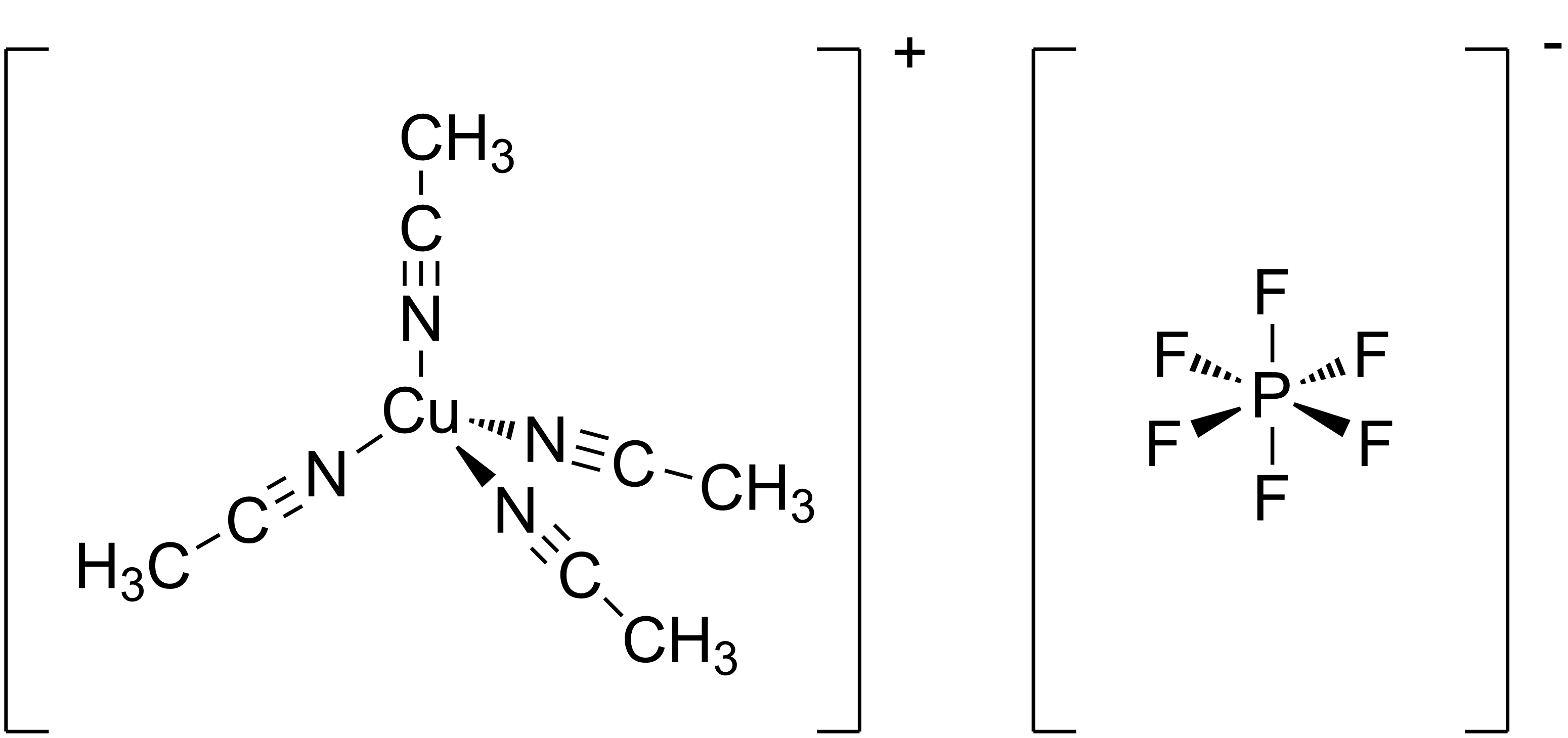
[Cu(MeCN)_{4}]^{+}常与PF_{6}^{−}成盐，是一种常见的过渡金属腈配合物。

腈配合物是含腈类配体的配位化合物。由于腈类具有弱碱性，腈配体在这些化合物中较不稳定。腈类是非质子溶剂，较水的性质更为简单。

## 制备
典型的腈配体有乙腈、丙腈和苄腈等，它们也是常用的溶剂，可以作为合成这些配合物的介质。腈具有高介电常数，腈配阳离子通常在腈中可溶。
一些配合物可以通过在腈中溶解无水的金属盐制备。另一些情况，可以用NOBF4的腈溶液来氧化金属的悬浮液得到：
Ni  +  6 MeCN  +  2 NOBF4   →   [Ni(MeCN)6](BF4)2  +  2 NO
对于六羰基钼或六羰基钨来说，NO与金属相连：
M(CO)6  +  4 MeCN  +  2 NOBF4   →   [M(NO)2(MeCN)4](BF4)2

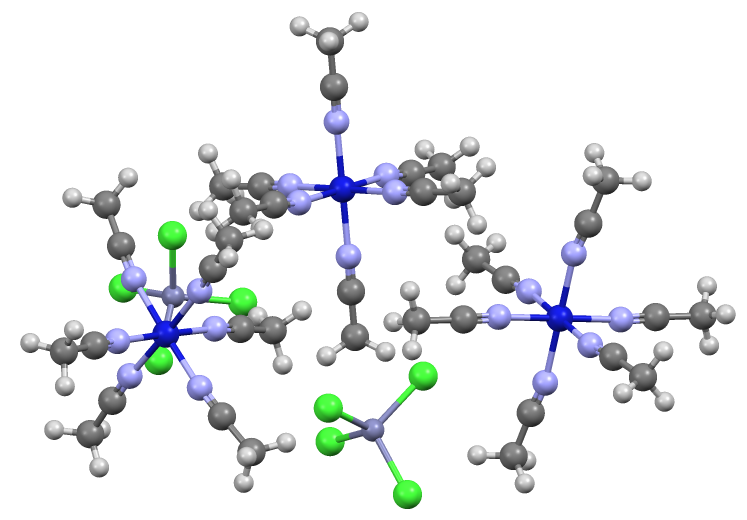
[Ni(MeCN)_{6}]^{2+}的四氯锌酸盐（ZnCl_{4}^{2−}）结构。

## 例子
许多均配型腈类配合物以弱配位阴离子的盐的形式存在，例如：
- 六氟磷酸四乙腈合铜(I) ([Cu(MeCN)4]PF6)，无色固体，用作裸露的“Cu+”源
- 二氯化二(苯甲腈)合钯 (PdCl2(PhCN)2)，橙色固体，用作“PdCl2”源
- 四氟硼酸六乙腈合铜(II) ([Ni(MeCN)6](BF4)2)，蓝色固体，用作裸露的“Ni2+”源
- 四(四氟硼酸)八乙腈合二钼（或十乙腈） ([Mo2(MeCN)8/10](BF4)4)，用作裸露的“Mo24+”源。相应的化合物Tc24+、Re24+和Rh24+的配合物也是已知的。
- 三羰基三丙腈合钼(0) (Mo(CO)3(C2H5CN)3)，用作“Mo(CO)3”源，相应的Cr和W的配合物是已知的。[6]

## 反应
过渡金属配合物有着较多应用，这是因为腈可以快速解离，并且呈化学惰性。腈配阳离子对碳的亲核进攻敏感，因此，一些腈配合物可以催化腈类的水解，生成酰胺。另一方面，腈可以作为π-配体配位并进行氧化加成反应。
过渡金属腈络合物在某些腈的金属催化反应（例如Hoesch反应和腈的氢化反应）中形成中间体。